# 5261 Eureka
5261 Eureka (/[invalid input: 'icon']jʊˈriːkə/) là một tiểu hành tinh Troia của Sao Hỏa. Nó được David H. Levy và Henry Holt phát hiện tại Đài thiên văn Palomar ngày 20 tháng 6 năm 1990.